# Eros Macchi
Eros Macchi (* 2. August 1920 in Mailand; † 5. Juli 2007 in Rocca di Papa) war ein italienischer Fernsehregisseur und Dokumentarfilmer.

## Leben
Macchi widmete sich als Dokumentarfilmer fast vollständig dem in den 1950er Jahren neuen Medium Fernsehen. Von 1954 an zeichnete er für eine große Anzahl verschiedener Sendungen, Serien und Formate verantwortlich, darunter Via delle sette notte, Canzonissima, Johnny 7 Luna Park und Io a modo mio. Daneben übersetzte er etliche Theaterstücke und schrieb Exposés und Skripte für Spielfilme. Mit zwei Kollegen zusammen inszeniert, kam sein dokumentarischer Film Wundervolle bunte Welt 1957 in italienische und später deutsche Kinos.

## Filmografie (Auswahl)
- 1957: Wundervolle bunte Welt (Questo nostro mondo) (Ko-Regie)